# Martin Heidegger
Martin Heidegger (n. 26 septembrie 1889, Meßkirch, Baden – d. 26 mai 1976, Freiburg im Breisgau) a fost unul din cei mai importanți filozofi germani din secolul al XX-lea. Lucrarea sa capitală, "Sein und Zeit" ("Ființă și timp", 1927), a contribuit la reconsiderarea fenomenologiei. Opera sa a exercitat o influență hotărâtoare asupra gândirii unei serii de filozofi ca Hans-Georg Gadamer, Maurice Merleau-Ponty, Jean-Paul Sartre, Emmanuel Levinas, Jacques Derrida și Hannah Arendt.
În 1933 se înscrie în partidul nazist - 
 NSDAP, unde a fost membru din mai 1933 până în mai 1945.

## Biografie

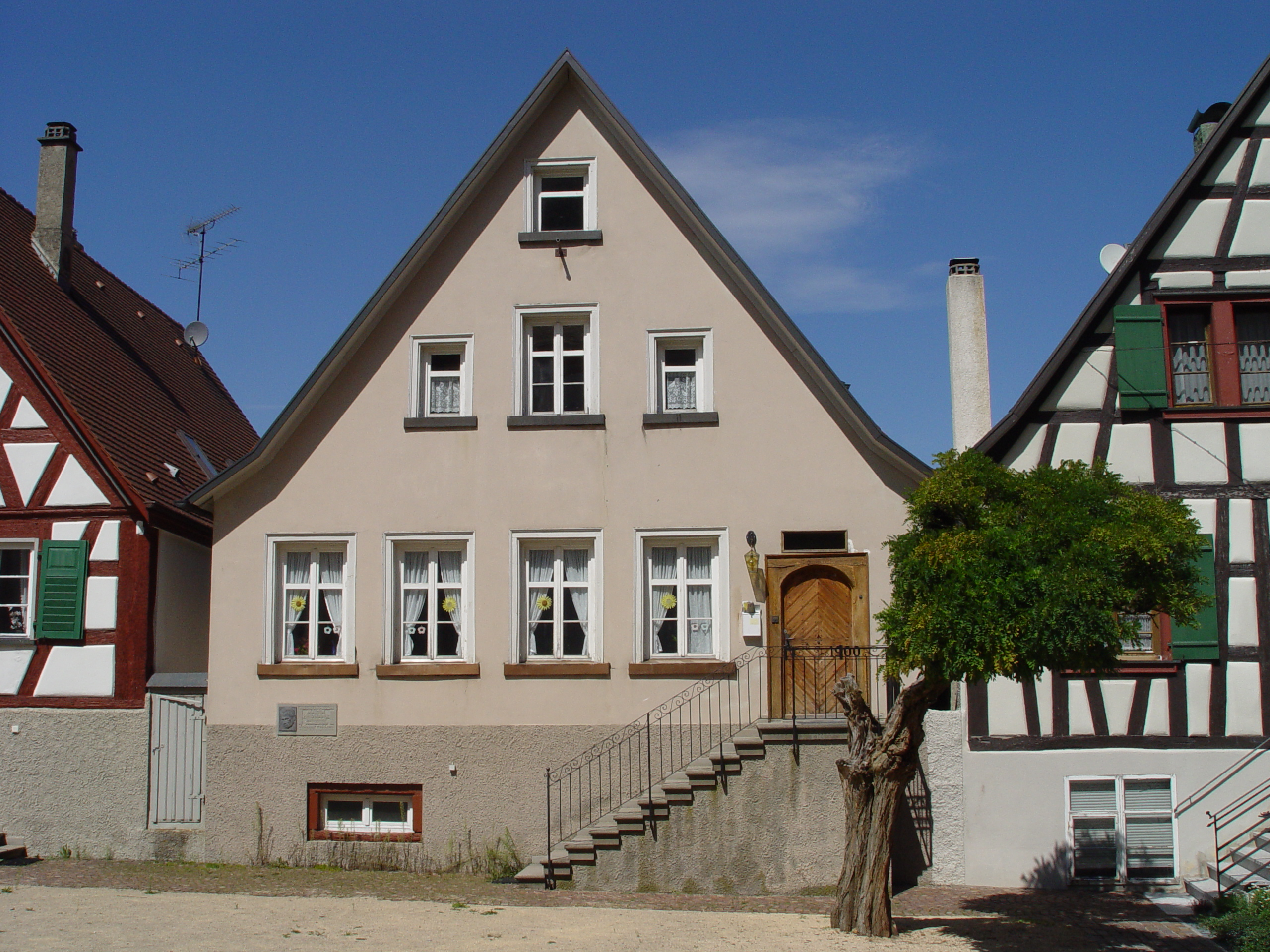
Meßkirch, casa în care s-a născut Martin Heidegger

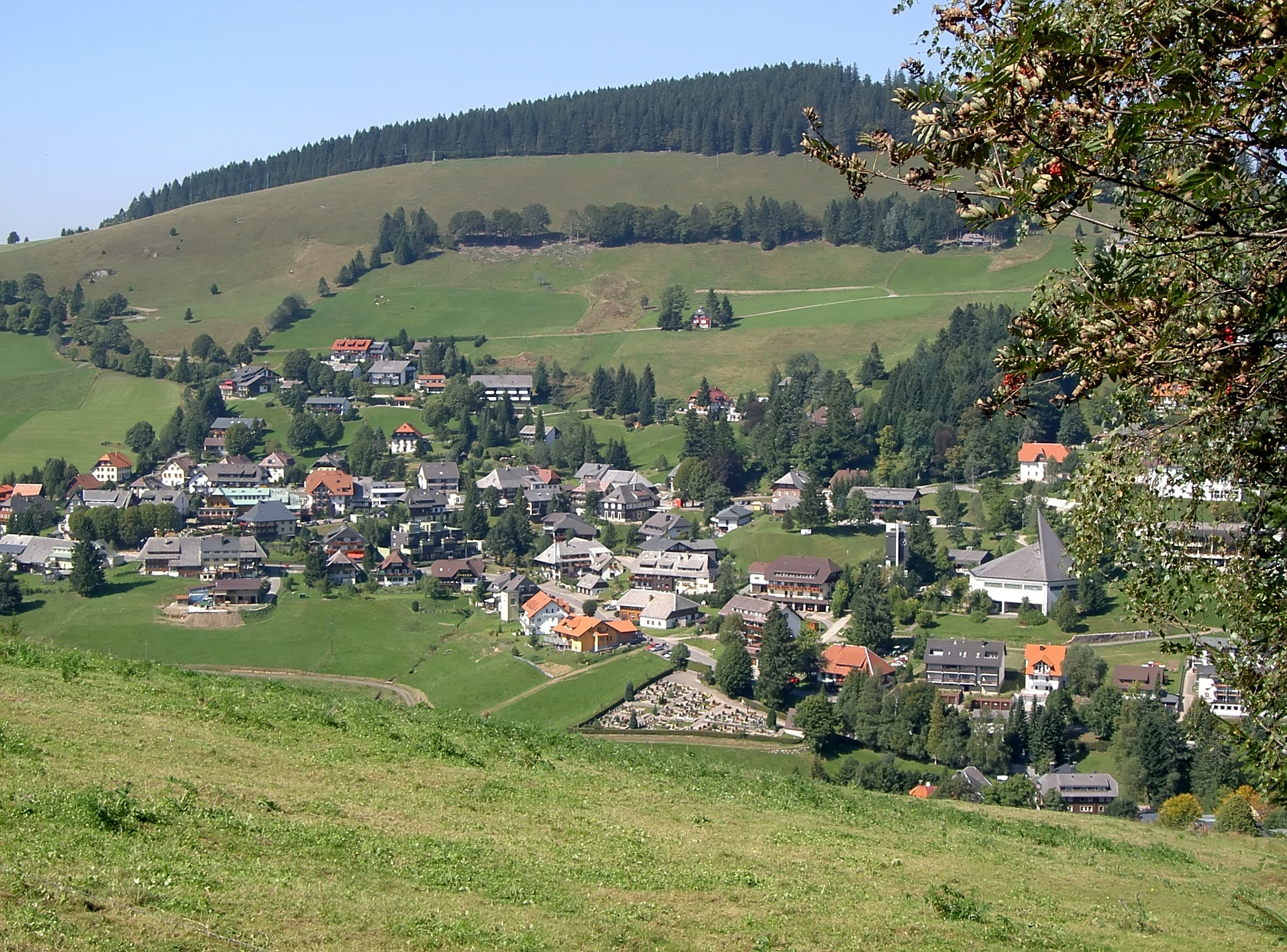
Todtnauberg, unde Heidegger avea o cabană. Aici a scris Ființă și Timp.

După absolvirea gimnaziului în 1909, începe să studieze teologia la Freiburg (Breisgau). Doi ani mai târziu trece la facultatea de filosofie, studiind în același timp matematica și științele naturii. La filosofie l-a avut profesor pe Edmund Husserl, creatorul fenomenologiei moderne. În 1913 obține titlul de „doctor în filosofie”. Începând cu anul 1923 este profesor la Universitatea din Marburg, pentru ca în 1928 să fie chemat la Freiburg, ca urmaș al lui Husserl la catedra de filosofie. În 1927 publică lucrarea "Sein und Zeit", în care pune bazele ontologiei fundamentale, prin care se rupe tradiția sistemelor ontologice ce dăinuiau încă de la Platon. În 1933, după venirea la putere a lui Hitler, se înscrie în partidul nazist (NSDAP), unde a fost membru  din mai 1933 până în mai 1945. Întrebarea dacă această aderare a fost formală sau angajantă ideologic constituie încă o dezbatere între comentatorii de astăzi.
Este numit rector al Universității din Freiburg, dar demisionează după un semestru, pentru a se putea consacra sarcinilor didactice. În cuvântările sale publice critică, din punctul său de vedere romantic-conservativ, depersonalizarea și înstrăinarea din societatea modernă. Comportamentul său politic este ambiguu, pe de o parte respinge concepțiile rasiale ale nazismului și se declară împotriva arderii cărților „suspecte” pe teritoriul universității, pe de altă parte nu întreprinde nimic pentru a împiedica antisemitismul în creștere, care afecta o bună parte din corpul didactic și din studenți. Tinde să se izoleze și organizează seminarii „privatissime” pentru un număr restrâns de doctoranzi aleși după criterii foarte stricte. Printre aceștia s-a numărat și românul Alexandru Dragomir. Lucrează la a doua sa lucrare fundamentală, Beiträge zur Philosophie („Contribuții la filosofie”), care va apărea abia postum, în 1989. După sfârșitul războiului este supus procesului de „denazificare” și suspendat de la universitate. În 1950 este reintegrat în corpul universitar; doi ani mai târziu este pensionat. În 1974 începe editarea operelor sale complete în peste 100 de volume.
Heidegger a murit la 26 mai 1976 la Freiburg.

## Opera filosofică

### „Ființă și Timp” (1927)
În această lucrare, Heidegger vorbește încă de la început despre "necesitatea reluării întrebării privitoare la ființă". Demersul său este, așadar, unul ontologic, ce vine în continuarea ontologiei lui Platon și Aristotel. În centrul ontologiei fundamentale heideggeriene stă  Dasein-ul uman. Întrebarea privitoare la ființă ia, încă de la început, forma întrebării privitoare la ființa unei ființări determinate.
Existența autentică a omului este configurată ca o deschidere în lume și ca proiectare conștientă ce depășește cotidianul, având certitudinea morții ineluctabile. Heidegger își pune deci întrebarea fundamentală asupra sensului existenței, căzută în uitare și trivialitate, care nu ar fi fost tratată suficient în ontologia clasică, începând de la originile sale în filosofia greacă. Este adevărat că Aristotel prezintă în „Metafizica” sa o sistematizare a categoriilor ființei, totuși fără a tematiza sensul existenței, care ar putea să ducă la înțelegerea diversității ontologice. Omul, ca de ființă, a adoptat existența ca o idee care poate fi asimilată cu cunoștința pe care o are asupra obiectelor. Această cunoștință este denumită „ontică”, referindu-se la știință, fără a cerceta relațiile sale cu obiectele, în timp ce problema existenței obiectelor este denumită ontologică, în măsura în care se pune problema sensului existenței, ar putea fi denumită chiar "pre-ontologică". Intenția lui Heidegger constă în a demonstra rolul coordonatelor temporale ca orizont transcendent al căutării sensului de a fi. Pentru că oamenii se confruntă cu existența într-o formă neteoretică și numai condiționați temporal, altfel nu s-ar putea spune sub nici o formă "aceasta este". Explicarea problematicei legată de timp oferă mijloacele de examinare a sensului existenței, pentru că existența este înțeleasă doar pornind de la forma sa temporală. Interpretarea ființei începe cu înțelegerea temporalității. Din aceasta rezultă sensul unitar al structurii temporale în cele trei dimensiuni ale sale: „viitor”, „prezent” și „trecut”. Această concepție a lui Heidegger a marcat o cotitură importantă în filosofia europeană, sub influența sa îmbogățindu-se curente ca existențialismul și deconstructivismul.
Distincții importante în Ființă și timp: ontologic / ontic, ființă / ființare, existențial / existențiel, autenticitate / neautenticitate, temporalitate a Dasein-ului / temporalitate a ființei înseși.
Ființă și timp este o carte neterminată. Varianta publicată în anul 1927, cu subtitlul Partea întîi, cuprinde de fapt doar primele două secțiuni ale primei părți. Cea de a treia secțiune a fost scrisă de Heidegger, dar nu a fost publicată, deoarece autorului i-a devenit clară imposibilitatea continuării proiectului filozofic din această carte. Textul celei de-a treia secțiuni a fost distrus (conform unei mărturii a lui Heidegger). Anumite dezvoltări care făceau conținutul celei de-a treia secțiunii sunt cuprinse în textul prelegerii despre "Problemele fundamentale ale fenomenologiei", ținută Marburg imediat după anul 1927. Pentru înțelegerea lucrării Ființă și timp sunt de altfel indispensabile prelegerile ținute de Heidegger în acea perioadă, publicate postum în cuprinsul Ediției complete / Gesamtausgabe.
În anii '30, după ce autorul renunță să ducă la bun sfârșit "ontologia fundamentală" din Ființă și timp, filozofia lui Heidegger va cunoaște o prefacere radicală. Ea nu va mai avea în centrul său Dasein-ul uman, ci va avea în vizor ființa însăși.
Kant și problema metafizicii (1929)
Cartea cea mai importantă, cronologic, după Ființă și timp, este așa-numita „carte despre Kant“, care are la bază interpretarea extinsă din prelegerea intitulată „Interpretare fenomenologică a Criticii rațiunii pure“ (din anul 1925). Încă din Ființă și timp, Heidegger afirmase despre Kant că a fost „primul și singurul care a mers o bucată de drum către investigarea dimensiunii temporalității ființei“ (p. 23). Drept urmare, îl interpretează pentru a scoate la iveală un Kant „metafizician“, adică preocupat de problema dintotdeauna a metafizicii, cea ontologică. Heidegger încearcă să arate, printr-o interpretare destul de „violentă“ (și va recunoaște asta mai târziu), că facultatea imaginativă (Einbildungskraft) este „timpul însuși“, așadar că acolo s-ar pregăti determinarea ființei umane ca Dasein, adică pornind de la timp. De remarcat că, în această carte, unde se vorbește preponderent despre „finitudinea omului“, desemnarea terminologică a acestuia nu mai e așa strictă precum în Ființă și timp: Heidegger vorbește acum despre „Dasein-ul din om“ (lucru care, după cum povestește Gadamer, a părut la vremea aceea surprinzător, deoarece nu se mai putea ști dacă Dasein înseamnă omul însuși sau o „facultate“ a sa). Însă acesta era mai degrabă un semn că proiectul filozofic din Ființă și timp începuse să sufere modificări, care vor deveni cu timpul din ce în ce mai radicale, până când filozofia lui Heidegger, în anii ’30, va cunoaște o spectaculoasă „răsturnare“.

### Opera târzie
Temele abordate după 1950 au fost istoria metafizicii ca destin al Occidentului, esența tehnicii ca realizare a metafizicii, cu posibilitatea de a se depăși pe sine însăși, esența limbajului și funcția poeziei ca posibilitate de a ajunge la conștiință și evadarea din superficialitate. Alte opere importante ale lui Heidegger din această perioadă au fost "Ce înseamnă a gîndi" (1954), "Tezele lui Kant asupra ființei" (1963), "Asupra tratatului lui Schelling despre esența libertății umane" (1971).
Cea mai importantă scriere publicată de Heidegger în ultimii săi ani de viață este textul conferinței ținute la Freiburg în anul 1962, intitulată Timp și ființă (text publicat în volumul Despre miza gîndirii). Titlul este identic cu cel al secțiunii a treia din Ființă și timp și vrea de fapt să semnalizeze "că gîndirea din Ființă și timp a fost continuată". În acest text își face apariția pentru prima oară termenul-cheie al filozofiei heideggeriene târzii, Ereignis. (Acesta, ca și Dasein, este un termen intraductibil, însă semnificația lui ar putea fi redată prin formula "evenimentul revelării propriului"). Textul conferinței este însoțit în volum și de procesul-verbal al unui seminar ținut pe marginea lui.

### Filosofia moral-politică
Heidegger nu a scris filosofie politică și a respins interpretarea operei sale drept contribuții la etică. Michael Gillespie a încercat să reconstruiască filosofia moral-politică a lui Heidegger într-un compendiu de istorie a filosofiei politice, dar s-a limitat să o descrie folosind deseori cuvântul „pare”. Gillespie s-a bazat mai mult pe tăcerea lui Heidegger decât pe afirmațiile lui și, de exemplu, îl critică pentru că nu a condamnat nazismul. Acuzațiile pe care le face Gillespie sunt grele (părăsirea cetății, asociere cu monștri, Oedip modern), dar sunt mai degrabă intuite decât demonstrate. Cert rămâne faptul că Heidegger a luat atitudine împotriva nihilismului, pe linia sugerată de Nietzsche.

## Heidegger și românii
În 1942 Walter Biemel scria: „Heidegger cunoaște România din buna reputație de a fi o țară a filosofilor, căci mereu îi vin de acolo studenți în filosofie… Pe când bulgarii vin la Freiburg să studieze economia politică, iar maghiarii medicina, românii își reprezintă țara pe frontul spiritual”.
Mai mulți studenți români au avut privilegiul de a studia cu Heidegger, începând cu primii ani ai șederii lui la Freiburg. Aceștia erau foști studenți ai legionarului Nae Ionescu de la București sau D. D. Roșca și Lucian Blaga de la Cluj. Heidegger se adresa grupului de doctoranzi români folosind substantivul „latinii” (în germană "Die  Lateiner").

#### Români care au frecventat cursurile lui Martin Heidegger
- Dumitru Cristian Amzăr (1906-1999): etnolog, a păstrat o legătură durabilă cu Heidegger[necesită citare];
- Nicolae Balcă (1903-1983): filozof și teolog cu o teză de doctorat în filosofie la Weimar, autorul articolului Interpretarea existenței omenești în filosofia lui Heidegger (1939)[17];
- Walter Biemel (n. 1918): filozof german de origine română, stabilit în Germania;
- Virgil Bogdan (1899-1969): traducătorul în românește al Fenomenologiei spiritului lui Hegel;
- Alexandru Dragomir (1916-2002): pregătirea unui doctorat cu Heidegger a fost întreruptă de mobilizarea sa pe front;
- Constantin Floru (1897-1983): a fost trimis la Heidegger chiar de Nae Ionescu;
- Vintilă Horia
- Constantin Noica
- Constantin Oprișan (1921-1958):
- Petre Pandrea
- Chirilă Popovici
- Ștefan Teodorescu
- Ernest Bernea
- Petre Țuțea
- Octavian Vuia (1913-1989): fiul etnologului Romulus Vuia[18].

### Heidegger în limba română
Primii traducători în limba română ai scrierilor lui Martin Heidegger au fost discipolii din România ai acestuia: Walter Biemel și Alexandru Dragomir au realizat în anii '40 o versiune a conferinței "Ce este metafizica?". Traducerea n-a putut fi publicată în țară, din cauza interdicției venite din partea ocupației germane (a apărut mai târziu în exil, în revista Caiete de dor).
Abia în anul 1979 a apărut, la editura Univers, un volum care cuprindea - sub titlul oarecum inofensiv pentru cenzură: Originea operei de artă - cîteva scrieri importante, printre care Scrisoare despre umanism, La ce bun poeți?, Întrebarea privitoare la tehnică. Cei doi traducători, Thomas Kleininger și Gabriel Liiceanu, - adevărații "pionieri" ai traducerii lui Heidegger în limba română - vor publica apoi, în anul 1988, versiunea românească a volumului Wegmarken / Repere pe drumul gîndirii (o antologie de conferințe și studii realizată de Heidegger în timpul vieții sale și inclusă apoi, ca vol 9, în Ediția completă). Această apariție cuprinde și o nouă versiune a traducerii la Scrisoare despre umanism.
După 1990, filozofia lui Heidegger pătrunde în spațiul academic al României, prin cursurile ținute la Facultatea de Filozofie din București de profesorul Gabriel Liiceanu. Studenții săi din anii '90 vor face la rândul lor traduceri importante din opera filozofului de la Freiburg.
Este recunoscut faptul că traducerea scrierilor lui Heidegger în orice limbă ridică probleme deosebite, datorate bogăției conceptuale și caracterului inedit al multora dintre construcțiile sale lingvistice. Heidegger era un bun cunoscător al germanei vechi și folosește deseori cuvintele acestei limbi în forma lor arhaică sau redîndu-le semnificații care nu mai sunt în uz. Există concepte intraductibile, precum Dasein, Gestell, Ereignis.
Pătrunderea operei lui Heidegger în cultura română a fost determinată în chip decisiv de calitatea primelor traduceri realizate, în echipă, de Thomas Kleininger și Gabriel Liiceanu. Cei doi au fixat reperele cele mai importante în traducerea sistemului conceptual heideggerian.
Traducerea lucrării Ființă și timp în limba română n-a fost lipsită de peripeții. La Editura "Jurnalul literar" a apărut în anul 1994 - în condiții editoriale precare - un volum ce poartă titlul "Ființă și timp", în traducerea lui Dorin Tilinca și Mircea Arman. El nu cuprinde însă decât traducerea primei secțiuni a cărții, deci jumătate din textul original. Acest lucru nu este specificat în chip expres nicăieri în volum. În anul 2002 a apărut o nouă versiune a acestei traduceri, cu titlul "Fiire și Timp" (semnată Dorin Tilinca), la Editura "Grinta" din Cluj, în anul 2002. De astă dată este vorba despre o traducere integrală a cărții lui Heidegger, apărută însă, ca și în 1994, ca ediție pirat, fără drepturile de autor. Volumul a fost retras ulterior din comerț în urma unui proces intentat de Editura Humanitas. Mircea Arman susține că Hermann Heidegger a autorizat traducerea sa (și a lui Tilinca) din Revista de Istorie și Teorie Literară printr-o scrisoare din 1986, transmisă lui Nicolae Florescu prin Constantin Oprișan. Viorel Rotilă susține că față de traducerea lui Tilinca și Arman, traducerea lui Liiceanu și Cioabă conține diferențe doar de dragul diferenței.
În anul 2003 a apărut la Editura Humanitas traducerea la Ființă și timp, semnată de Gabriel Liiceanu și Cătălin Cioabă. Această versiune - singura autorizată pentru spațiul de limbă română - este totodată cea care s-a impus în spațiul academic. Volumul a apărut în condiții grafice deosebite și cuprinde un aparat critic adecvat (indexuri de teme și de concepte, de nume proprii, note de traducere menite clarificărilor punctuale pe text). Traducerea i-a fost dedicată lui Walter Biemel.
Ovidiu Pecican confirmă pe blogul său prioritatea lui Tilinca și Arman în privința traducerii acestei cărți, afirmând totodată că Alexandru Boboc are prioritatea ca traducător al lui Heidegger în limba română.

## Traduceri în limba română
- Originea operei de artă, trad. de Thomas Kleininger și Gabriel Liiceanu, București, Univers, 1979, ediția a II-a , București, Humanitas, 1996
- Repere pe drumul gândirii, trad. de Thomas Kleininger și Gabriel Liiceanu, București, Editura Politică, 1988
- Ființă și Timp, trad. de Dorin Tilinca și Mircea Arman, București, Jurnalul Literar, 1994 (ediție incompletă)
- Timp și Ființă, trad. de Dorin Tilinca și Mircea Arman, București, Jurnalul Literar, 1995
- Introducere în metafizică, trad. de Gabriel Liiceanu și Thomas Kleininger, București, Humanitas, 1999
- Conceptul de timp, trad. de Cătălin Cioabă, București, Humanitas, 2000
- Parmenide, trad. de Bogdan Mincă și Sorin Lavric, București, Humanitas, 2001
- Fiire și Timp, trad. de Dorin Tilinca, ediție îngrijită și studiu introductiv de Mircea Arman, Cluj-Napoca, Grinta, 2001
- Ființă și timp, trad. de Gabriel Liiceanu și Cătălin Cioabă, București, Humanitas, 2003
- Prolegomene la istoria conceptului de timp, trad. de Cătălin Cioabă, București, Humanitas, 2005
- Metafizica lui Nietzsche, trad. de Ionel Zamfir și Cătălin Cioabă, București, Humanitas, 2005
- Problemele fundamentale ale fenomenologiei, trad. de Bogdan Mincă și Sorin Lavric, București, Humanitas, 2006
- Martin Heidegger - Elisabeth Blochmann, Corespondență, trad. de Ileana Snagoveanu Spiegelberg, , București, Humanitas, 2006
- Despre miza gândirii, trad. de Cătălin Cioabă, Gabriel Cercel și Gilbert Lepădatu, București, Humanitas, 2007

Bibliografie în limba română
- Otto Pöggeler, Drumul gândirii lui Heidegger, trad. de Cătălin Cioabă, București, Humanitas, 1998
- Rüdiger Safranski, Un maestru din Germania. Heidegger și epoca lui, trad. de Ileana Snagoveanu-Spiegelberg, București, Humanitas, 2004.
- Cătălin Cioabă, Jocul cu timpul, București, Humanitas, 2005.
- Walter Biemel, Heidegger, trad. de Thomas Kleininger, actualizată de Cătălin Cioabă, București, Humanitas 2006
- Magdalena Mărculescu-Cojocea, Critica metafizicii la Kant și Heidegger, Editura Trei, 2005
- Cristian Ciocan, Moribundus sum: Heidegger și problema morții, Humanitas, 2007
- Christian Ferencz-Flatz, Obișnuit și neobișnuit în viața de zi cu zi: Fenomenologia situației și critica heideggeriană a conceptului de valoare, Humanitas, 2009
- Bogdan Mincă, Scufundătorii din Delos: Heidegger și primii filozofi, Humanitas, 2010
- Gabriel Cercel, Cartea experienței: Heidegger și hermeneutica vieții, prefață de Gabriel Liiceanu, Humanitas, 2010
- 18 cuvinte-cheie ale lui Martin Heidegger, Gabriel Liiceanu, București, Humanitas, 2012

## Referiri

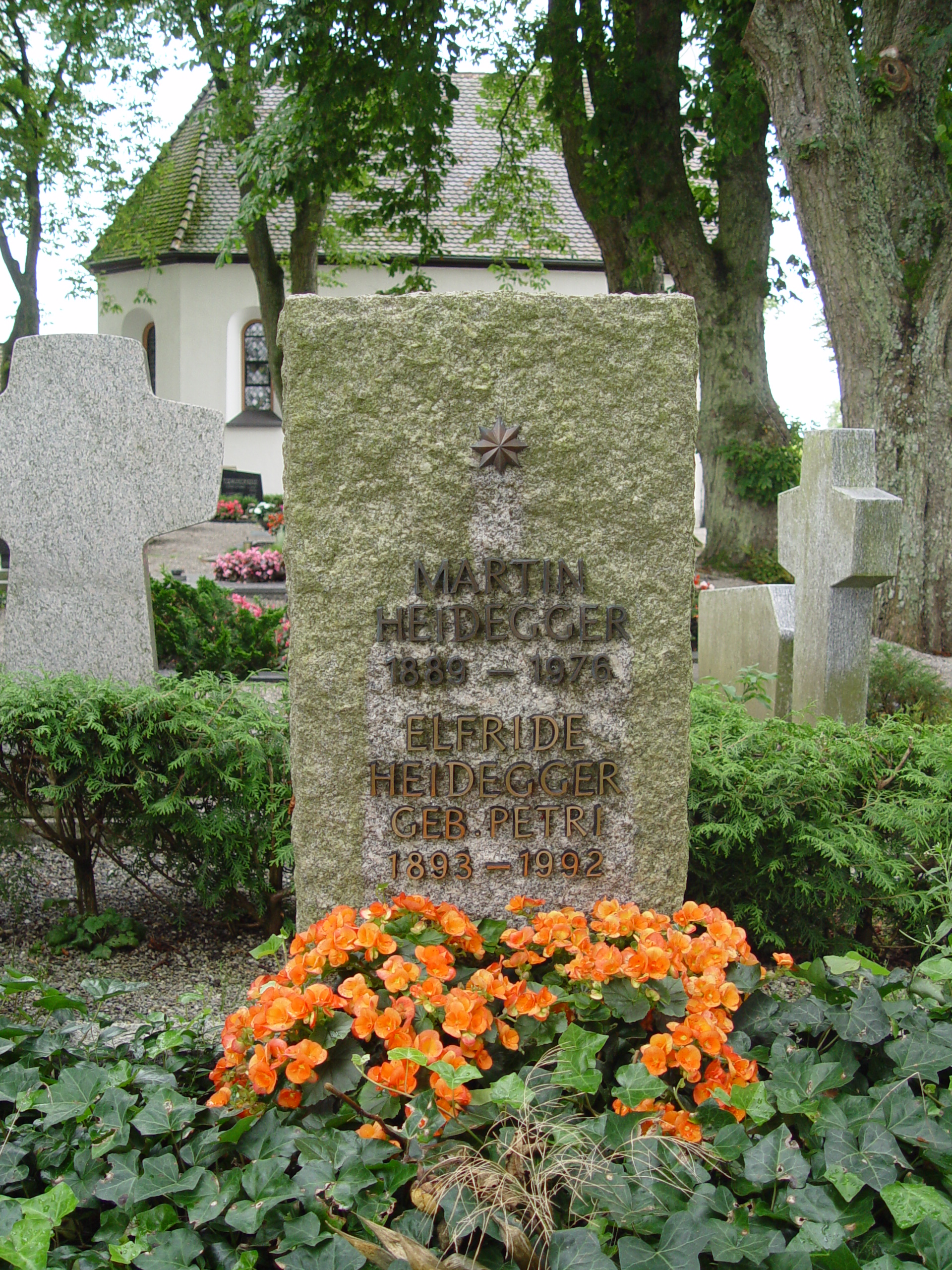
Mormîntul lui Heidegger în cimitirul din Meßkirch, împodobit cu flori proaspete

## Citate

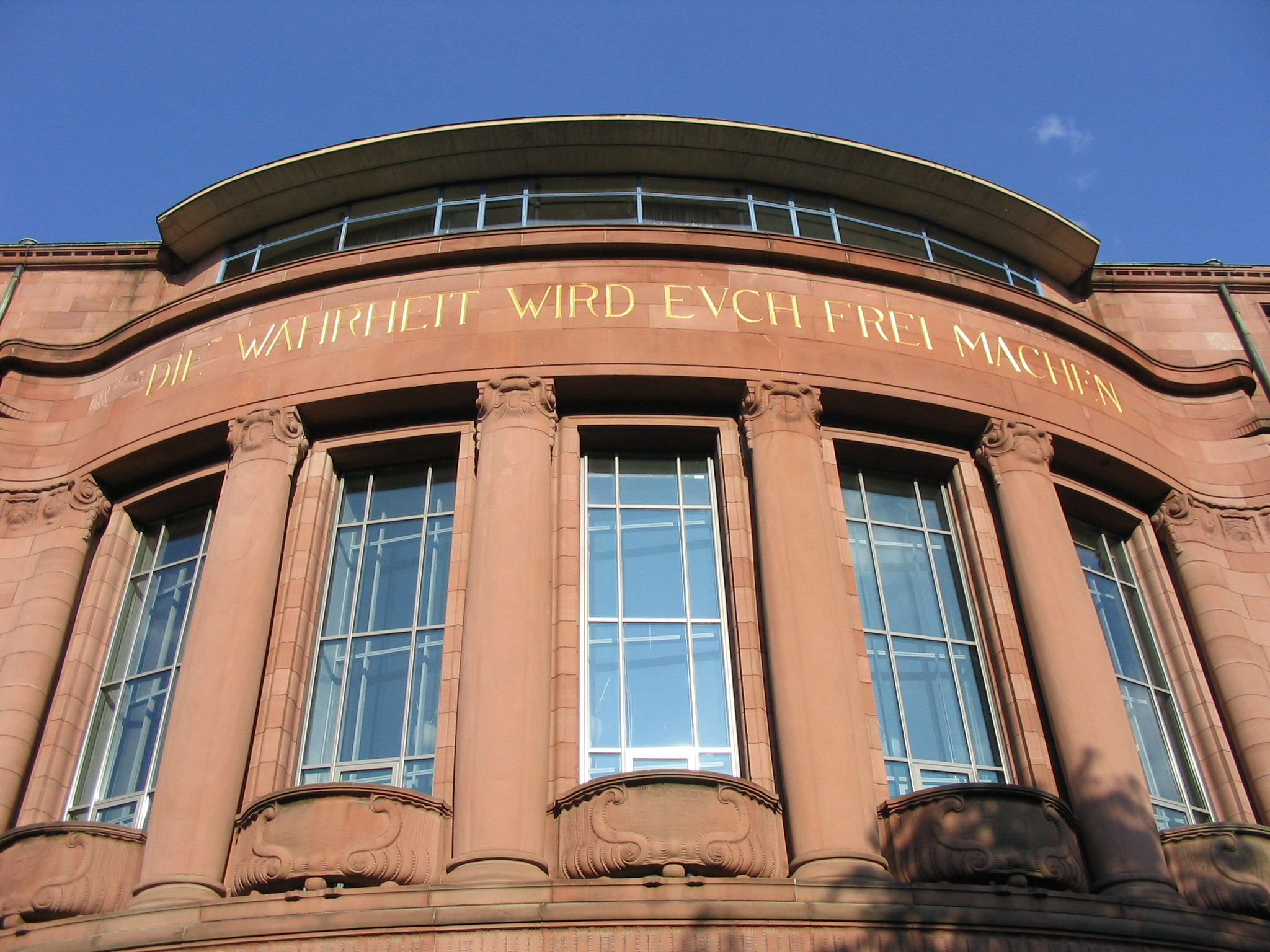
Universitatea din Freiburg, cu inscripția Die Wahrheit wird euch frei machen / Adevărul vă va face liberi, un citat din Evanghelia după Ioan (Ioan 8, 38).